# Bradypterus carpalis
Bradypterus carpalis là một loài chim trong họ Locustellidae.